# Roberto Mancini
Roberto Mancini (Jesi, 27 de novembre del 1964) és un entrenador i antic futbolista italià, actualment al servei de la Selecció de futbol de l'Aràbia Saudita. Com a jugador, es recorda Mancini sobretot per la seva etapa a la UC Sampdoria, on va jugar més de 550 partits com a davanter, i hi va contribuir a guanyar un títol de Lliga, quatre copes d'Itàlia i una Recopa d'Europa de futbol, alhora que fou convocat 36 cops a la selecció italiana de futbol. El 1997, després de 15 anys a la Sampdoria, Mancini deixà el club per a anar-se'n al SS Lazio, on va guanyar la seva última Lliga, una altra Recopa i dues Copes d'Itàlia més.

## Palmarès

### De jugador
UC Sampdoria
- 1 Recopa d'Europa: 1989-90
- 1 Serie A: 1990-91
- 4 Copes italianes: 1984-85, 1987-88, 1988-89, 1993-94
- 1 Supercopa italiana: 1991

SS Lazio
- 1 Recopa d'Europa: 1998-99
- 1 Supercopa d'Europa: 1999
- 1 Serie A: 1999-2000
- 2 Copes italianes: 1997-98, 1999-2000
- 1 Supercopa italiana: 1998

#### Individual
- 2 Guerin d'Oro: 1987-88, 1990-91
- 1 Millor jugador de la Serie A: 1996-97
- 1 Millor jugador italià de la Serie A: 1996-97
- 1 Golden Foot com a llegenda: 2017

### D'entrenador
ACF Fiorentina
- 1 Copa italiana: 2000-01

SS Lazio
- 1 Copa italiana: 2003-04

FC Inter de Milà
- 3 Serie A: 2005-06, 2006-07, 2007-08
- 2 Copes italianes: 2004-05, 2005-06
- 2 Supercopes italianes: 2005, 2006

Manchester City FC
- 1 Premier League: 2011-12
- 1 FA Cup: 2010-11
- 1 Community Shield: 2012

Galatasaray SK
- 1 Copa turca: 2013-14

Selecció italiana
- 1 Eurocopa: 2020

#### Individual
- 1 Panchina d'Oro: 2007-08
- 2 Millor entrenador del mes de la Premier League: desembre 2010, octubre 2011
- 1 Saló de la fama del futbol italià: 2015
- 1 Premi Enzo Bearzot: 2019
- 1 Esportista italià de l'any: 2019
- 1 Millor entrenador de seleccions del món per la IFFHS: 2021
- 1 Premi Globe Soccer al millor entrenador de l'any: 2021
- 1 Millor entrenador de l'any per la revista World Soccer: 2021